# جيمي سبنسر
جيمي سبنسر (بالإنجليزية: James Spencer)‏ (13 ديسمبر 1991 بليدز في المملكة المتحدة - ) هو لاعب كرة قدم بريطاني في مركز الهجوم. لعب مع سكونثورب يونايتد وكامبريدج يونايتد ونادي برينتفورد ونادي كرولي تاون ونوتس كاونتي وهدرسفيلد تاون ونورثويتش فيكتوريا ونادي تشيلتنهام تاون لكرة القدم ونادي موركامب.

## وصلات خارجية
- جيمي سبنسر على موقع قاعدة بيانات كرة القدم.إي يو (الإنجليزية)
- جيمي سبنسر على موقع Soccerbase.com (لاعب) (الإنجليزية)